# Recriação histórica

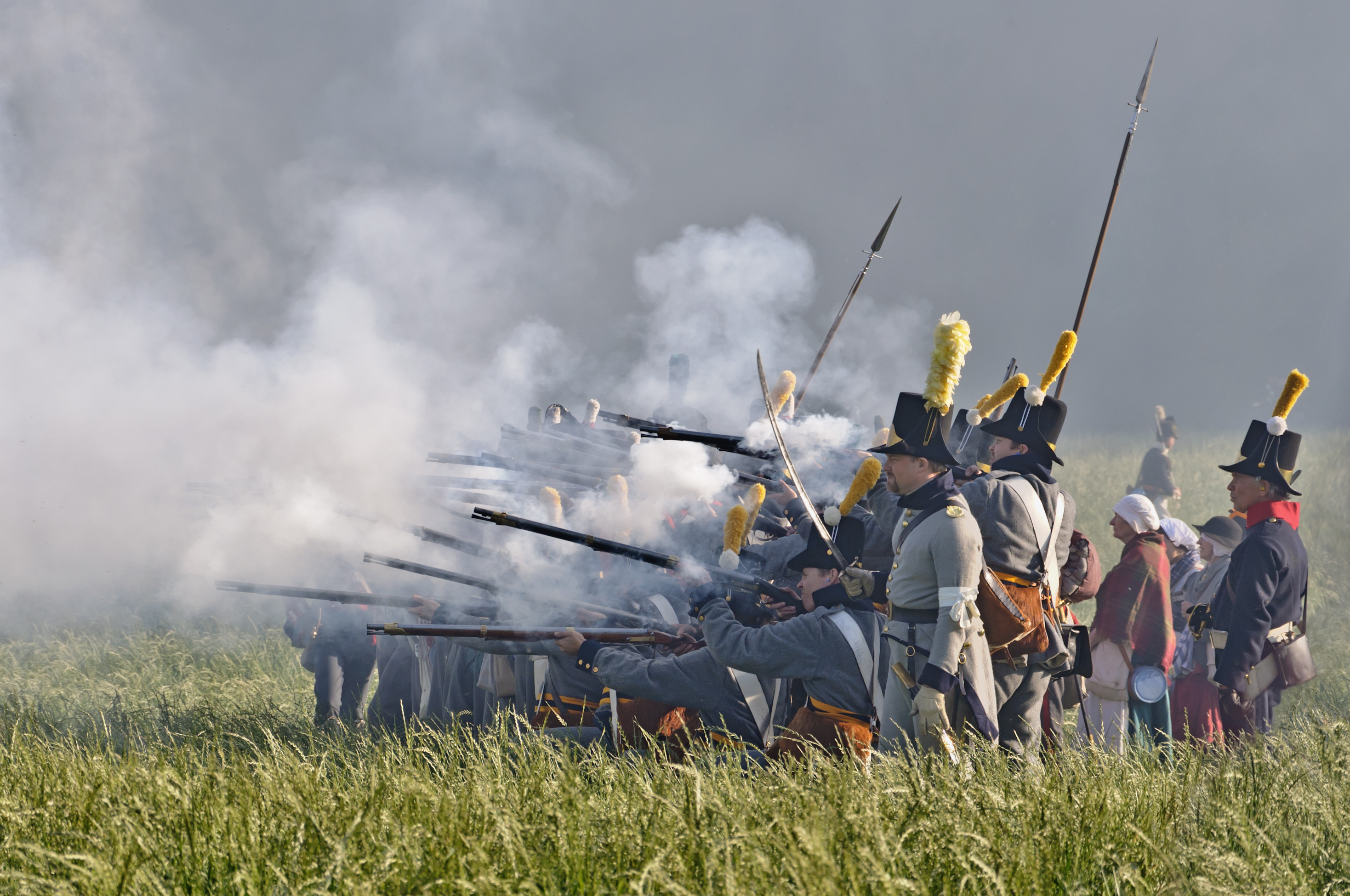
Soldados disparando suas armas na encenação da Batalha de Waterloo, em Hougoumont, 2011.

Recriação histórica, reconstituição histórica ou reencenação histórica, são as denominações atribuídas a uma espécie de encenação em que se pretende fazer a reconstituição de eventos históricos, mais comumente batalhas militares. A encenação pode focar acontecimentos históricos relevantes de uma determinada época ou recriar apenas uma época de forma geral.
Essas encenações podem ser bastante específicas, como por exemplo o evento conhecido como Pickett’s Charge, que ocorreu no terceiro dia da Batalha de Gettysburg durante a Guerra Civil dos EUA. Outro exemplo é a Paixão de Cristo de Nova Jerusalém, onde atores encenam o evento da Paixão de Cristo no maior teatro ao ar livre conhecido na atualidade.

## Histórico

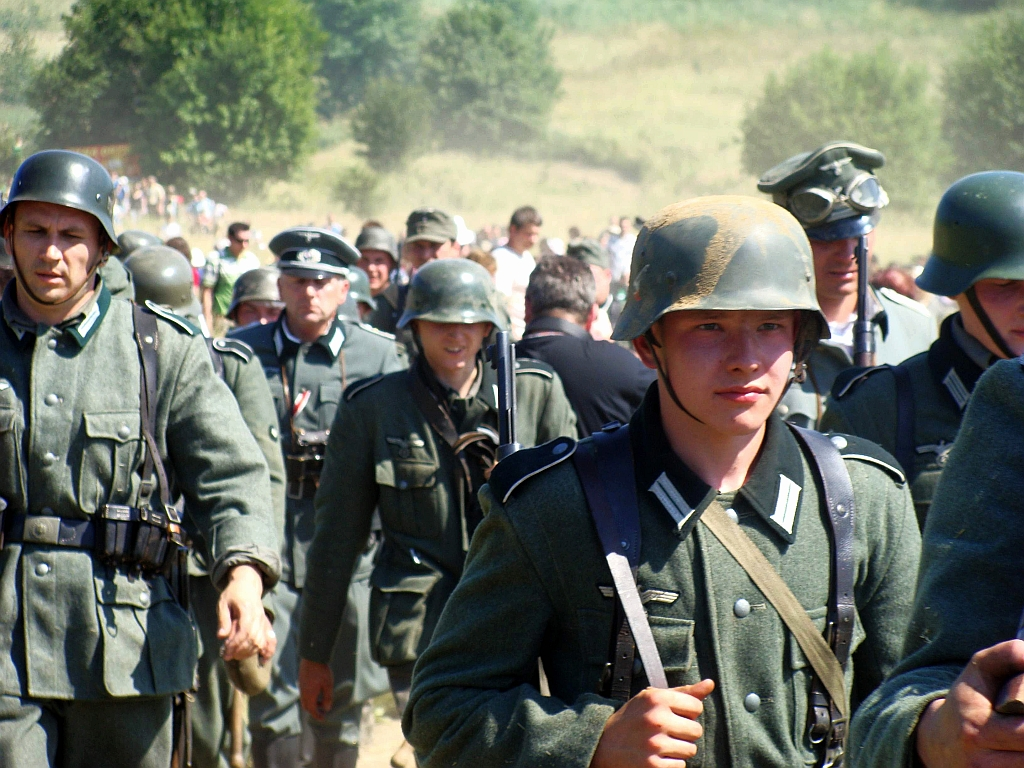
Soldados da Wehrmacht na encenação da batalha da Linha Molotov em Sanok-Olchowce.

Atividades relacionadas a encenações históricas remontam à Roma Antiga, onde eram recriadas batalhas famosas nos seus Anfiteatros na forma de espetáculos públicos.
Na Idade Média, por sua vez, batalhas históricas da Roma antiga e de outros locais, eram encenados em forma de "torneios"
No século 19, a encenação de batalhas históricas se popularizou em alguns países, como por exemplo:
- Reino Unido - Torneio de Eglinton de 1839.
- Rússia - Cerco de Sebastopol (1854-1855), Batalha de Borodino e a tomada de Azov (1696).

Além disso, grandes desfiles foram usados para comemorar eventos cívicos, como o 150º aniversário da fundação de St. Louis, ocorrido em 1914. Especialmente durante e a partir do centenário da Guerra Civil dos EUA, ocorrido em 1961, a encenação de batalhas referentes aquela guerra se popularizou, atraindo muitos espectadores e também vários produtores bastante dedicados.